# Кубок Лугано 1973
Финал 6-го Кубка Лугано — Кубка мира по спортивной ходьбе прошёл 12—13 октября 1973 года в Лугано (Швейцария). Мужские команды боролись за Кубок Лугано, который получала лучшая сборная по итогам заходов на 20 и 50 км.
Большинство сильнейших команд получили прямой допуск в финал. Оставшиеся четыре места разыгрывались в предварительном раунде соревнований, который прошёл в различных городах в сентябре 1973 года.
На старт вышли 68 ходоков из 9 стран мира.
Каждая команда могла выставить до четырёх спортсменов в каждый из заходов. В зачёт Кубка Лугано у каждой сборной шли по два лучших результата на дистанциях 20 и 50 км у мужчин (очки спортсменам начислялись в зависимости от занятого места).
Сборная ГДР в четвёртый раз подряд выиграла командный зачёт, в третий раз оставив на втором месте команду СССР.

## Предварительный раунд
Соревнования предварительного раунда прошли в сентябре 1973 года в двух городах: шведском Буросе и итальянской Градиске-д’Изонцо. В финал проходили по две лучшие команды из каждого турнира.
От участия в предварительном раунде были освобождены ГДР, СССР, ФРГ, США и Канада. Все эти страны получили прямые путёвки в финал.
| Место | Команда        | Очки |
| ----- | -------------- | ---- |
| 1     | Великобритания | 97   |
| 2     | Швеция         | 84   |
| 3     | Франция        | 70   |
| 4     | Норвегия       | 34   |
| 5     | Дания          | 31   |
| 6     | Ирландия       | 28   |

| Место | Команда      | Очки |
| ----- | ------------ | ---- |
| 1     | Италия       | 104  |
| 2     | Польша       | 85   |
| 3     | Болгария     | 79   |
| 4     | Чехословакия | 57   |
| 5     | Испания      | 56   |
| 6     | Венгрия      | 48   |
| 7     | Швейцария    | 29   |

## Расписание
| Дата            | Заход         |
| --------------- | ------------- |
| 12 октября 1973 | 20 км мужчины |
| 13 октября 1973 | 50 км мужчины |

## Медалисты
Сокращения: WR — мировой рекорд | AR — рекорд континента | NR — национальный рекорд | CR — рекорд соревнований
Курсивом выделены участники, чей результат не пошёл в зачёт команды
| Дисциплина              | Золото | Золото     | Серебро | Серебро  | Бронза | Бронза   |
| ----------------------- | --- | ---------- | --- | -------- | --- | -------- |
| 20 км                   | Ханс-Георг Райман ГДР | 1:29.31    | Карл-Хайнц Штадтмюллер ГДР | 1:29.36  | Рон Лэрд США | 1:30.45  |
| 50 км                   | Бернд Канненберг ФРГ | 3:56.51 CR | Отто Барч СССР | 3:57.11  | Кристоф Хёне ГДР | 3:57.26  |
| Кубок Лугано (20+50 км) | ГДР · Ханс-Георг Райман · Карл-Хайнц Штадтмюллер · Кристоф Хёне · Петер Зельцер · Петер Френкель · Зигфрид Цшигнер · Винфрид Скотницки · Маттиас Крёль | 139 очков  | СССР · Николай Смага · Евгений Ивченко · Отто Барч · Вениамин Солдатенко · Владимир Резаев · Анатолий Соломин · Сергей Бондаренко · Владимир Свечников | 134 очка | Италия · Армандо Дзамбальдо · Паскуале Буска · Витторио Визини · Розарио Валоре · Абдон Памич · Роберто Буччоне · Доменико Карпентьери · Франко Веккьо | 104 очка |